# Harry Bingham
Hiram "Harry" Bingham IV (Connecticut, Estados Unidos, 19 de julio de 1903 - 12 de enero de 1988) fue un diplomático estadounidense que, desde su puesto como vicecónsul en Marsella, ayudó a huir a más de 2.500 judíos cuando las fuerzas del nazismo avanzaban.
Harry fue uno de los siete hijos del reconocido explorador, descubridor de Machu Picchu, exgobernador de Connecticut y senador estadounidense Hiram Bingham III y Alfreda Mitchell, heredera de Tiffany & Co., su abuelo era Charles L. Tiffany. Su bisabuelo Hiram Bingham I y abuelo Hiram Bingham II fueron los primeros misioneros en Hawái. Bingham se graduó de Yale University en 1925.
Se casó con la profesora de teatro Rose Lawton Morrison y tuvieron 11 hijos. Sirvió como diplomático en Kobe, India y Egipto recibiéndose luego de abogado en la Universidad de Harvard. 
Fue destinado a China y, en 1939, a Marsella. Durante su gestión ayudó a escapar de Europa a muchos judíos amenazados por el régimen nazi, entre los que se encuentran Max Ernst, André Breton, Hannah Arendt, Marc Chagall, Lion Feuchtwanger y Otto Meyerhof, entre otros.
En 1941, fue suspendido y transferido abruptamente a Portugal y Argentina, donde ayudó como vicecónsul a perseguir a los nazis que buscaban refugio en Sudamérica. Renunció al servicio diplomático.
El gobierno norteamericano le dedicó en 2006 un sello de correos conmemorativo.
Es conmemorado por la Comunión anglicana el 16 de junio, junto a Magda y André Trocmé, Raoul Wallenberg, Chiune Sugihara y Carl Lutz.
El 28 de marzo de 2011 el Centro Simon Wiesenthal de Nueva York le otorgó la Medalla al Valor.